# Zbigniew Mirski
Zbigniew Jan Mirski (ur. 1949) – polski inżynier mechanik. Absolwent Politechniki Wrocławskiej. Od 2012 profesor na Wydziale Mechanicznym Politechniki Wrocławskiej.